# Barbara Merta
Barbara Murawska z domu Merta (ur. 10 stycznia 1976 w Dusznikach-Zdroju)  – polska siatkarka, była reprezentantka Polski, uczestniczka mistrzostw Europy w 2001 roku.

## Życiorys
Karierę ligową rozpoczęła w klubie Nike Węgrów. W sezonie 2000/2001 została zawodniczką drużyny Winary Kalisz, zdobywając z nią brązowy medal mistrzostw Polski. Powoływana przez trenera Zbigniewa Krzyżanowskiego do reprezentacji Polski w latach 2001-2002, swój największy sukces międzynarodowy odniosła zdobywając z drużyną 5. miejsce na mistrzostwach Europy w 2001. Wystąpiła w reprezentacji 43 razy. Po zakończeniu sezonu 2002/2003 wyjechała do Grecji, karierę sportową kończyła w Szwajcarii. W czasie gry w Polsce była uważana za czołową środkową bloku. Jej karierę przerywały jednak częste kontuzje.

## Kluby
- Nike Węgrów ( -2000)
- Winiary Kalisz (2000-2002)[4]
- Nafta-Gaz Piła (2002-2003)[5]
- A.O. Markopoulo Revoil (2003-2006)[6][7],,[[8]
- Volley Köniz (2006-2008)[9][10],

## Sukcesy

### Krajowe
- brązowa medalistka Mistrzostw Polski w sezonie 2000/01[11]
- zdobywczyni Pucharu Polski w sezonie 2002/2003[12]

### Międzynarodowe
- srebrna medalistka Mistrzostw Grecji w piłce siatkowej kobiet w sezonie 2005/06
- srebrna medalistka Mistrzostw Szwajcarii w piłce siatkowej kobiet w sezonie 2006/07[13]
- brązowa medalistka Mistrzostw Szwajcarii w piłce siatkowej kobiet w sezonie 2007/08[14]